# Mextepec
Mextepec, även Ex-Hacienda Mextepec, är en ort i Mexiko, tillhörande kommunen Almoloya de Juárez i den västra delen av delstaten Mexiko, i den centrala delen av landet. Orten hade 3 424 invånare vid folkräkningen 2010.